# Hermann Fischer (General)
Hermann Fischer (* 19. Februar 1894 in Ostheim vor der Rhön; † 12. April 1968 in Bonn) war ein deutscher Offizier, zuletzt Generalleutnant im Zweiten Weltkrieg.

## Leben
Hermann Fischer trat am 17. Februar 1913 als Fahnenjunker in die Armee ein. Am 19. Juni 1914 wurde er mit dem Patent zum 23. Juni 1912 im Infanterie-Regiment 32 zum Leutnant befördert. Als Offizier kämpfte er im Ersten Weltkrieg.
Nach Ende des Krieges wurde er in die Reichswehr übernommen und wirkte als Kommandeur und Generalstabsoffizier in verschiedenen Einheiten.
In der Wehrmacht wurde er am 1. Oktober 1936 zum Oberstleutnant befördert und wurde am 12. Oktober 1936 Kommandeur von III./Infanterie-Regiment 77 und blieb dies bis 1. November 1940. Am 1. August 1939 war er zum Oberst befördert worden. Anschließend übernahm er das Infanterie-Regiment 340. Im Rahmen der Weserübung war sein Regiment als Kampfgruppe Fischer bei der 196. Infanterie-Division eingesetzt und erlitt dort schwere Verluste. Vom 24. März 1942, ab 1. April 1942 als Generalmajor und ab 1. April 1943 als Generalleutnant, war er bis 1. Oktober 1944 Kommandeur die 181. Infanterie-Division. Im November 1944 wurde er Korück bei der 16. Armee. Er kam in sowjetische Kriegsgefangenschaft, aus welcher er am 7. Oktober 1955 entlassen wurde.

## Auszeichnungen
- Eisernes Kreuz (1914) II. und I. Klasse
- Verwundetenabzeichen (1918) in Schwarz
- Baltenkreuz II. und I. Klasse
- Spange zum Eisernen Kreuz II. und I. Klasse
- Ritterkreuz des Eisernen Kreuzes am 9. Mai 1940[3][4]